# Lya Bavoil
Prescillia Bavoil, connue comme Lya Bavoil, est une powerlifteuse française. Elle est championne d’Europe en −63 kg en 2019 et championne du monde de force athlétique en −63 kg en 2021. Elle concourt aussi en −69 kg notamment à la compétition internationale de Sheffield 2023 où elle a établi plusieurs records du monde dans sa catégorie. En 2023 elle est devenue championne du monde en −69 kg.

## Biographie
Lya Bavoil grandit en Picardie. Elle sait déjà lire et à écrire dès l'âge de trois ans, et entame sa scolarité avec un an d'avance. À neuf ans, elle entre en sixième et subit du harcèlement scolaire.
Elle décroche le baccalauréat à l'âge de seize ans et poursuit des études de professeur des écoles. Elle enseigne un temps dans le Val-d'Oise.
Elle témoigne dans son autobiographie avoir été diagnostiquée d'un syndrome d'Asperger à l'âge de vingt-deux ans. Elle y décrit ses difficultés dans les interactions sociales, le harcèlement scolaire et le sexisme dont elle a été victime, et affirme que le fait qu'elle soit une personne autiste l'a aidée à devenir championne dans sa discipline, en quelques années seulement, grâce à ses aspects répétitifs et très pointilleux, deux caractéristiques souvent appréciées des personnes autistes.
Elle est en disponibilité depuis 2022 pour se consacrer exclusivement au sport.

## Performances récentes et records
Catégorie des −69 kg féminine à Sheffield 2023 :
- Squat : 211 kg (Record du monde)
- Développé couché : 115 kg
- Soulevé de terre : 222,5 kg
- SBD total : 548,5 kg dans la catégorie des −69 kg (record du monde)

Catégorie des −63 kg féminine au Arnold Classic UK 2022 :
- Squat : 213 kg (record du monde)
- Développé couché : 112,5 kg
- Soulevé de terre : 231 kg (record du monde)
- SBD total : 556,5 kg (record du monde)

Catégorie des −63 kg féminine aux World Classic Powerlifting Championships IPF 2021 :
- Squat : 205 kg (record du monde)
- Développé couché : 112,5 kg
- Soulevé de terre : 230,5 kg (record du monde)
- SBD total : 548 kg (record du monde)